# مقاومت برشی
مقاومت برشی (به انگلیسی: Shear strength)، در مهندسی اصطلاحی است که برای تعریف مقاومت یک جسم یا عضوی از سازه در برابر تسلیم یا شکست سازه‌ای هنگام اعمال نیروی برشی به کار می‌رود. نیروی برشی، نیرویی است که تمایل به ایجاد برش در سطح مقطع جسم دارد. این برش، موازی با جهت نیرویی است که اعمال می‌شود. برای مثال، هنگامی که یک قیچی، کاغذی را برش می‌دهد، در کاغذ، شکست برشی رخ می‌دهد.
در مهندسی سازه و مکانیک، مقاومت برشی از اهمیت بالایی برای طراحی ابعاد مواد و اعضای سازه‌ای (مانند تیرها، صفحات و پیچ‌ها) برخوردار است. در تیرهای بتن آرمه، مهم‌ترین هدف استفاده از خاموت‌ها، افزایش مقاومت در برابر برش است.